# Winthrop, Massachusetts
Winthrop är en kommun (town) i Suffolk County i Massachusetts. Orten fick sitt namn efter John Winthrop som var guvernör i Massachusetts Bay-kolonin. Enligt 2010 års folkräkning hade Winthrop 17 497 invånare.

## Kända personer från Winthrop
- Mike Eruzione, ishockeyspelare
- Stanley Forman, bildjournalist
- Rick DiPietro, ishockeyspelare
- Benjamin Lee Whorf, lingvist